# Aleardo Paolucci
Aleardo Paolucci (Pienza, 1927 – 6 maggio 2013) è stato un pittore italiano.

## Biografia
Paolucci ha sempre lavorato nella sua città natia.
Il nome del pittore assume una certa notorietà quando tra il 1952 e 1953 realizza due drappelloni per il palio di Siena.
Nel 1977 cure le scenografie televisive per il documentario  R - Come Rinascimento, andato in onda su Rai 2. Sempre per la emissione italiana ha realizzato i titoli di testa e di coda per uno speciale su Ghino di Tacco.
Enzo Carli presenzia una rassegna dei lavori di Paolucci nel 1984.
Nel 1996 crea un francobollo per le poste italiane raffigurante Pienza.

## Riconoscimenti
Nel 1970 gli viene conferita la coppa d'argento dal sottosegretario Gino Zannini per le sue mostre ed esposizioni nazionali.
Nel 1971 ottiene la Medaglia ai benemeriti della cultura e dell'arte.
Nel 2005 è stato premiato dalla regione Toscana per le sue tele.

## Stile e temi
Ritrae spesso le campagne o luoghi rurali vicino a Pienza.
Ha sperimentato l'arte della metafisica e del cubismo.
Mario Specchio riguardo al suo stile ha dichiarato: "c‘è una malinconia sottile nei quadri di Paolucci ed anche una sostanziale letizia. La sua pittura accarezza il flusso del tempo".